# جريمة عدوان

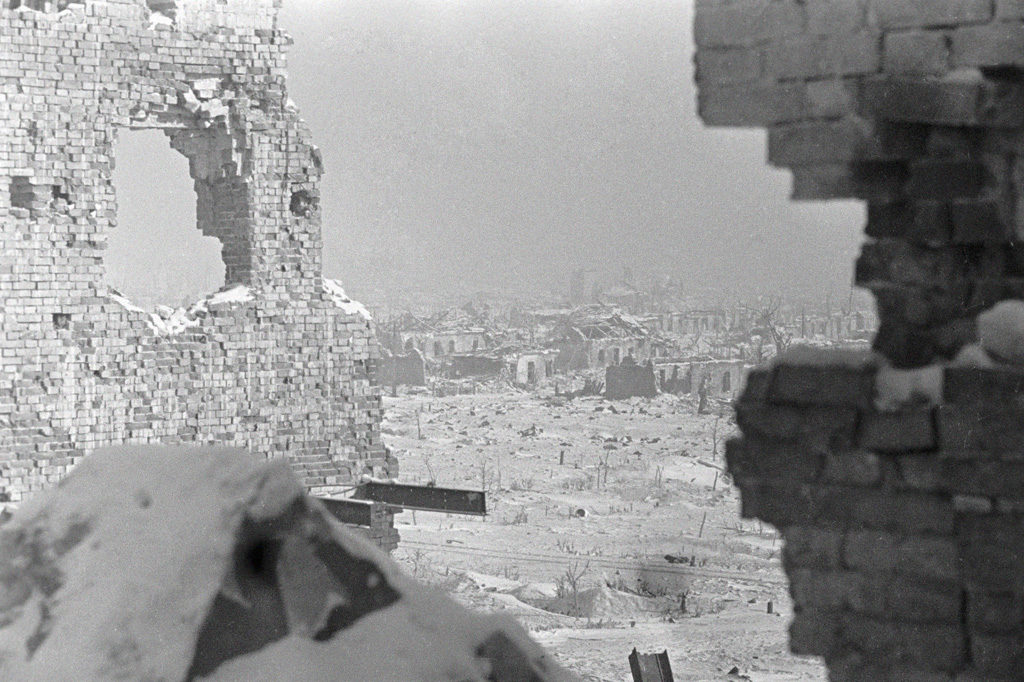
صورة في ستالنجراد.

جريمة العدوان (بالإنجليزية: Crime of aggression) هي نوع محدد من الجرائم يُخطِّط فيها الشخص أو يُنفذ فعلًا عدوانيًا مُستخدمًا في ذلك القوة العسكرية للدولة، ومُنتهكًا في ذلك ميثاق الأمم المتحدة. يُحكم على الفعل العدواني باعتباره انتهاكًا بناءً على طبيعته وخطورته وحجمه.
تتضمن الأفعال العدوانية الغزو، والاحتلال العسكري، وضم المناطق باستخدام القوة، والقصف والحصار العسكري للموانئ.
جريمة العدوان هي جريمة بموجب نظام روما الأساسي للمحكمة الجنائية الدولية. اعتُمِدَت التعاريف والشروط لممارسة الولاية القضائية على هذه الجريمة بتوافق الآراء في 11 يونيو 2010 في مؤتمر كمبالا الاستعراضي من قبل الدول الأطراف في نظام روما الأساسي للمحكمة الجنائية الدولية.

## لمحة تاريخية
في عام 1998، اعتمد مؤتمر روما نظام روما الأساسي للمحكمة الجنائية الدولية («النظام الأساسي»)، أُدرِجَت الجريمة باعتبارها واحدة من الجرائم التي تدخل في اختصاص المحكمة (المادة 5.1) وأن الدولة التي تصبح طرفًا في هذا النظام الأساسي تقبل بذلك اختصاص المحكمة فيما يتعلق بجريمة العدوان (المادة 12.1). ومع ذلك لم يتمكن المشاركون في مؤتمر روما من الاتفاق على تعريف أو الشروط الأخرى التي تمارس المحكمة بموجبها اختصاصها، ولم يسمح النظام الأساسي بممارسة المحكمة لاختصاصها حتى تُحَل تلك القضايا العالقة (المادة 5.2). في المؤتمر الاستعراضي للنظام الأساسي في عام 2010 («المؤتمر»)، وافقت الدول الأطراف بتوافق الآراء على اعتماد القرار RC/Res.6 وقبول التعديلات التي أٌدخِلَت على النظام الأساسي بإضافة تعريف للجريمة والشروط التي تمارس المحكمة بموجبها اختصاصها فيما يتعلق بهذه الجريمة.

### التعديلات المُعتمَدة
- تضمنت التعديلات المعتمدة على نظام روما الأساسي المُعتَمدَة جملة أمور منها حذف المادة 5.2 سابقة الذكر من نظام روما الأساسي: «تُمارِس المحكمة الاختصاص على جريمة العدوان متى اعتُمد حكم بهذا الشأن وفق المادتين 121 و123 يُعرف جريمة العدوان ويضع الشروط التي بموجبها تمارس المحكمة اختصاصها فيما يتعلق بهذه الجريمة. ويجب أن يكون هذا الحكم متسقًا مع الأحكام ذات الصلة مع ميثاق الأمم المتحدة.»[5] وإضافة المادة 8 مكرر والمادة 15 مكرر\ثالثًا اللتان تُعرفان بـ «جريمة العدوان» وشروط ممارسة المحكمة لاختصاصها فيما يتعلق بـ «جريمة العدوان»، على التوالي.
- ينص القرار RC/Res.6 على دخول تلك التعديلات حيز النفاذ وفقًا للمادة للفقرة 5 من المادة 121 من النظام الأساسي أي بالنسبة لكل دولة مُصادقة بشكل فردي بعد سنة واحدة من إيداعها وثيقة التصديق أو القبول. تنص التعديلات على شروط إضافية لكي تمارس المحكمة اختصاصها على جريمة العدوان بشكل فعلي: يجب المصادقة على التعديلات أو القبول بها من قبل ثلاثين دولة طرف، بالإضافة إلى ذلك، يجب على الدول الأطراف «تفعيل» اختصاص المحكمة من خلال قرار إضافي يُتخَذ في أو بعد 1 يناير 2017 بأغلبية الثلثين.

## تعريف
ينص النظام الأساسي على تعريف «جريمة العدوان» على النحو التالي:
المادة 8 مكرر:
1. لأغراض هذا النظام الأساسي، تعني «جريمة العدوان» قيام شخص ما له وضع يمكِّنه فعلًا من التحكم في العمل السياسي أو العسكري للدولة أو من توجيه هذا العمل بتخطيط أو إعداد أو بدء أو تنفيذ عمل عدواني يشكل بحكم طابعه وخطورته ونطاقه انتهاكًا واضحًا لميثاق الأمم المتحدة.
2. لأغراض الفقرة 1، يعني «العمل العدواني» استعمال القوة المسلحة من جانب دولة ما ضد سيادة دولة أخرى أو سلامتها الإقليمية أو استقلالها السياسي، أو بأي طريقة أخرى تتعارض مع ميثاق الأمم المتحدة. وتنطبق صفة العمل العدواني على أي عمل من الأعمال التالية، سواء بإعلان حرب أو بدونه، وذلك وفقًا لقرار الجمعية العامة للأمم المتحدة 3314 (د-29) المؤرَّخ 14 ديسمبر 1974:

- (أ) قيام القوات المسلحة لدولة ما بغزو إقليم دولة أخرى أو الهجوم عليه، أو أي احتلال عسكري ولو كان مؤقتًا ينجم عن مثل هذا الغزو أو الهجوم، أو أي ضم لإقليم دولة أخرى أو لجزء منه باستعمال القوة؛
- (ب) قيام القوات المسلحة لدولة ما بقصف إقليم دولة أخرى بالقنابل، أو استعمال دولة ما أية أسلحة ضد إقليم دولة أخرى؛
- (جـ) ضرب حصار على موانئ دولة ما أو على سواحلها من جانب القوات المسلحة لدولة أخرى؛
- (د) قيام القوات المسلحة لدولة ما بمهاجمة القوات المسلحة البرية أو البحرية أو البرية أو الجوية أو الأسطولين البحري والجوي لدولة أخرى؛
- (هـ) قيام دولة ما باستعمال قواتها المسلحة الموجودة داخل إقليم دولة أخرى بموافقة الدولة المضيفة على وجه يتعارض مع الشروط التي ينص عليها الاتفاق، أو أي تمديد لوجودها في الإقليم المذكور إلى ما بعد نهاية الاتفاق؛
- (و) سماح دولة ما وضعت إقليمها تحت تصرف دولة أخرى بأن تستخدمه هذه الدولة الأخرى لارتكاب عمل عدواني ضد دولة ثالثة؛
- (ز) إرسال عصابات أو جماعات مسلحة أو قوات غير نظامية أو مرتزقة من جانب دولة ما أو باسمها تقوم ضد دولة أخرى بأعمال من أعمال القوة المسلحة تكون من الخطورة بحيث تعادل الأعمال المذكورة أعلاه، أو اشتراك الدولة بدور ملموس في ذلك.

## ممارسة الاختصاص القانوني
بموجب النظام الأساسي، ترد أدناه شروط ممارسة الاختصاص على «جريمة العدوان» من قبل المحكمة. يجوز للمحكمة، وفقًا لهذه البنود ممارسة اختصاصها على «جريمة العدوان» في إحدى الطريقتين أو كلتاهما.
1. الإحالة من الدول، المبادرة الذاتية (propio motu)
2. الإحالة من مجلس الأمن

المادة 15 مكرر
ممارسة الاختصاص بشأن جريمة العدوان (الإحالة من الدول، المبادرة الذاتية):
1. يجوز للمحكمة أن تمارس الاختصاص بشأن جريمة العدوان وفقًا للمادة 13 (أ) أو (ج) رهنًا بأحكام هذه المادة.
2. لا يجوز للمحكمة أن تمارس اختصاصها فيما يتعلق بجريمة العدوان إلا فيما يتعلق بجرائم العدوان التي تُرتكَب بعد مضي خمس سنوات على الأقل على التصديق على التعديلات المتعلقة بجريمة العدوان، وسنة واحدة على المصادقة أو على قبول التعديلات من ثلاثين دولة طرف.
3. تمارس المحكمة اختصاصها فيما يتعلق بجريمة العدوان وفقًا لهذه المادة، ورهنًا بقرار يُتخذ بأغلبية دول أطراف تساوي الأغلبية المطلوبة لاعتماد تعديلات على النظام الأساسي، وذلك بعد الأول من يناير 2017.
4. يجوز للمحكمة (وفقًا للمادة 12) أن تمارس اختصاصها بشأن جريمة العدوان التي تنشأ عن عمل عدواني ترتكبه دولة طرف ما لم تكن تلك الدولة الطرف قد أعلنت سابقًا أنها لا تقبل الاختصاص عن طريق إيداع إعلان لدى المسجل. يجوز سحب هذا الإعلان في أي وقت ويجب النظر فيه من قبل الدولة الطرف خلال ثلاث سنوات.
5. فيما يتعلق بدولة ليست طرفًا في هذا النظام الأساسي، لا يجوز للمحكمة أن تمارس اختصاصها المتعلق بجريمة العدوان عندما يرتكبها مواطنو تلك الدولة أو ترتكب على إقليمها.
6. عندما يخلص المدعي العام إلى وجود أساس معقول للبدء في تحقيق يتعلق بجريمة عدوان، عليه أن يتأكد أولا مما إذا كان مجلس الأمن قد اتخذ قرارًا مفاده وقوع عمل عدواني ارتكبته الدولة المعنية. وعلى المدعي العام أن يبلِّغ الأمين العام للأمم المتحدة بالوضع القائم أمام المحكمة، بما في ذلك أي معلومات أو وثائق ذات صلة.
7. يجوز للمدعي العام في الحالات التي يتخذ فيها مجلس الأمن مثل هذا القرار أن يبدأ التحقيق فيما يتعلق بجريمة عدوان.
8. في حالة عدم اتخاذ قرار من هذا القبيل في غضون ستة أشهر بعد تاريخ الإبلاغ، يجوز للمدعي العام أن يبدأ التحقيق فيما يتعلق بجريمة عدوان، شريطة أن تكون الشعبة التمهيدية قد أذنت ببدء التحقيق فيما يتعلق بجريمة عدوان وفقًا للإجراءات الواردة في المادة 15، وألا يكون مجلس الأمن قد قرر خلاف ذلك طبقًا للمادة 16.
9. لا يخل القرار الصادر من جهاز خارج المحكمة بخصوص وقوع عمل عدواني بما تخلص إليه المحكمة في إطار هذا النظام الأساسي.
10. ليس في هذه المادة ما يخل بالأحكام المتعلقة بممارسة الاختصاص فيما يتعلق بجرائم أخرى مشار إليها في المادة 5.[6]

### المادة 15 مكرر (ثالثًا)
ممارسة الاختصاص على جريمة العدوان (إحالة من مجلس الأمن)
1. يجوز للمحكمة أن تمارس اختصاصها على جريمة العدوان طبقًا للمادة 13 (ب)، وذلك رهنًا بالأحكام الواردة في هذه المادة.
2. يجوز للمحكمة فقط أن تمارس اختصاصها فيما يتعلق بجرائم عدوان ارتُكبت بعد مرور خمس سنوات على اعتماد التعديلات المتعلقة بجريمة العدوان ومرور سنة واحدة على مصادقة أو قبول التعديلات من ثلاثين دولة طرف.
3. تمارس المحكمة اختصاصها فيما يتعلق بجريمة العدوان رهنًا بأحكام هذه المادة، وبموجب قرار يُتخذ بأغلبية دول أطراف تساوي الأغلبية لاعتماد تعديلات على النظام الأساسي، وذلك بعد الأول من يناير 2017.
4. لا يخل القرار الصادر عن جهاز خارج المحكمة بخصوص وقوع عمل عدواني بما تخلص إليه المحكمة في إطار هذا النظام الأساسي.
5. ليس في هذه المادة ما يخل بالأحكام المتعلقة بممارسة الاختصاص فيما يتعلق بجرائم أخرى مُشار إليها في المادة 5.